# Accidente ferroviario de San Bernardo de 2024
El accidente ferroviario de San Bernardo de 2024 es un hecho ocurrido en Chile en el sector de Lo Herrera, comuna de San Bernardo, región metropolitana de Santiago.
En la madrugada del 20 de junio de 2024, un tren de la serie SFE/SFD 400 de la Empresa de los Ferrocarriles del Estado (EFE) que estaba circulando en fase de pruebas chocó de frente con un tren de carga de Ferrocarril del Pacífico (Fepasa) que transportaba cátodos de cobre.  Tras el impacto, fallecieron el maquinista y el ayudante del convoy carguero, una persona quedó en riesgo vital y otras nueve resultaron heridas de gravedad.
Pericias posteriores del Ministerio Público durante las horas siguientes al incidente llevaron a la detención de dos controladores de EFE a cargo del control de tráfico al momento del choque. 

## Antecedentes
En la década de 2010, varios tramos de la línea Longitudinal Sur se habían modernizado debido al desarrollo y construcción del tren Nos-Estación Central, así como también de la actualización de la flota de EFE a través de sus servicios Terrasur y Metrotren Rancagua. Asimismo, y debido al comercio entre Chile y el extranjero, hubo en los últimos años un aumento de volumen del transporte de carga a través de la red Longitudinal Sur. Hacia el año 2022, el transporte ferroviario movilizaba más de un 22% de las exportaciones chilenas. Sin embargo, tales modernizaciones y el aumento del tráfico en la red ferroviaria -según versiones de sindicatos de la empresa y exautoridades difundidas en los días posteriores al accidente- no estuvieron acompañadas de mejoras en los sistemas de seguridad y en los protocolos de operación en los diversos servicios que transitan en la red Longitudinal Sur hechos que habrían sido un factor fundamental en el incidente. 

## Accidente
El incidente se produjo a las 00:15 (UTC-4) en el sector de Lo Herrera, comuna de San Bernardo, a poca distancia del puente Maipo, cuando un automotor en pruebas de EFE, el SFE-407, colisionó a media velocidad con la locomotora de Fepasa, servicio 50996, que transportaba cátodos de cobre procedentes de Rancagua con destino al Puerto de Ventanas, en la ciudad de Quintero. Instantes antes del impacto, los ocupantes del SFE-407 evacuaron de la cabina de control de automotor. El SFE-407 se incrustó con la locomotora Fepasa D-3305, que iba acoplada a la locomotora Fepasa D-3309, la que debido a la energía del impacto resultó destruida casi en su totalidad. Los maquinistas del tren de carga fallecieron instantáneamente. Un amplio operativo de emergencia se desarrolló en las horas posteriores al impacto, las que incluyeron además las pericias forenses y el retiro de los cátodos de cobre del tren de carga siniestrado.
El automotor SFE-407, fabricado por CRRC, había sido entregado a EFE a principios de 2024 y estaba en proceso de testeos previos a su entrada formal al servicio.
Este ha sido catalogado como el accidente entre trenes más grave en Chile en los últimos 40 años.

## Consecuencias

### Huelga y paralización de EFE
Tras los funerales de las víctimas del accidente y la formalización judicial de los funcionarios de EFE involucrados, los sindicatos de EFE convocaron a una huelga y paralización de los servicios ferroviarios debido a la situación de los protocolos de seguridad y control de tráfico vigentes.  Tras largas negociaciones entre las partes, las que se extendieron hasta el 26 de junio de 2024, los sindicatos pusieron fin a la paralización tras un acuerdo formal con EFE.

### Auditoría externa a los sistemas y protocolos de control y seguridad
Debido a los crecientes cuestionamientos sobre la situación de EFE, el gobierno de Chile anunció que se efectuará una auditoría externa por parte de peritos extranjeros a la situación de los protocolos de seguridad y los sistemas de control de tráfico en la red de ferrocarriles con el fin de determinar las causas del incidente en complemento a la investigación judicial actualmente en desarrollo.